# Andesia huncalensis
Andesia huncalensis är en fjärilsart som beskrevs av Köhler 1979. Andesia huncalensis ingår i släktet Andesia och familjen nattflyn. Inga underarter finns listade i Catalogue of Life.